# Stadttheater Gmunden

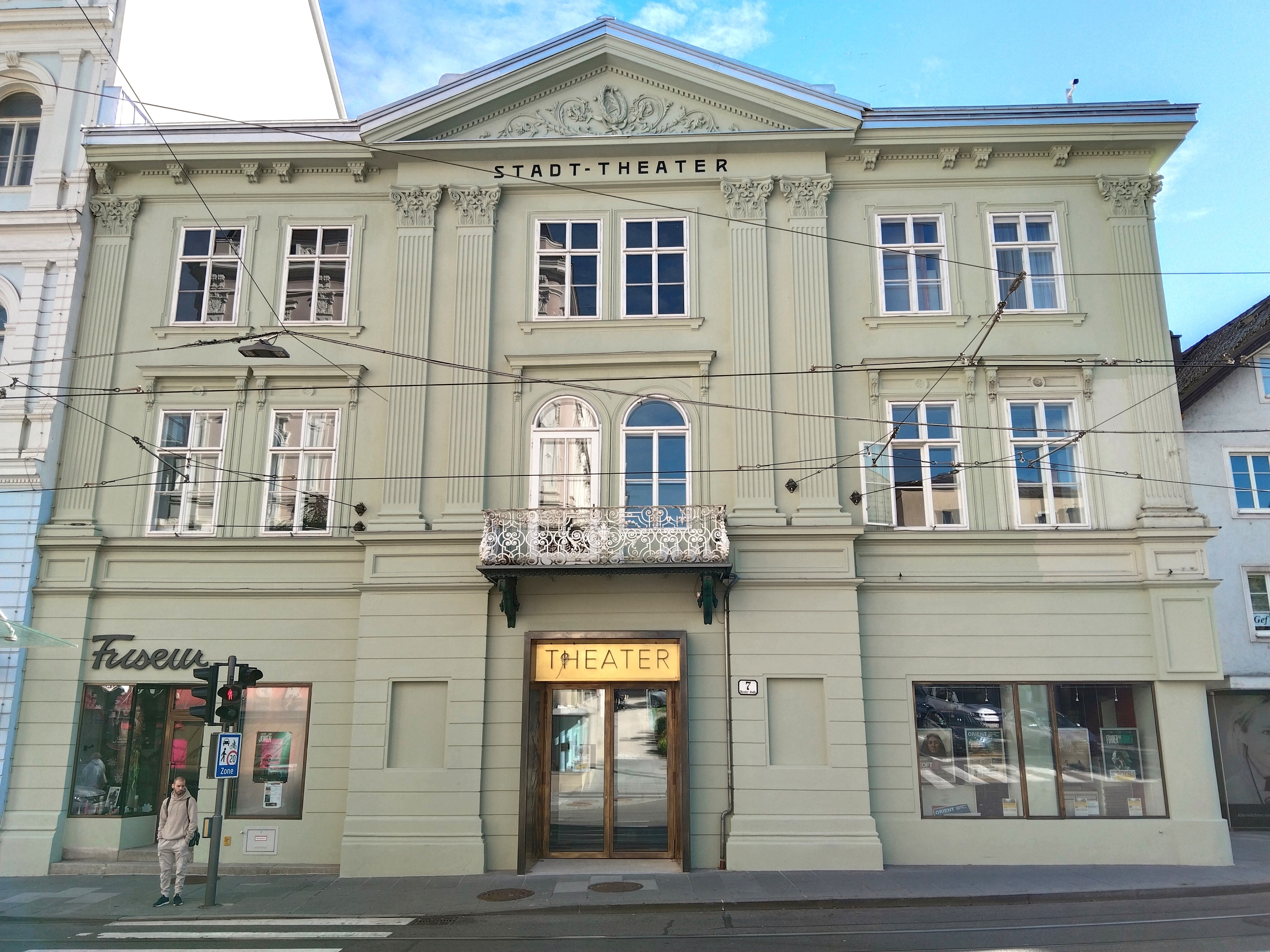
Stadttheater Gmunden

Das Stadttheater Gmunden ist ein Theater in der Stadtgemeinde Gmunden in Oberösterreich.

## Geschichte
Das Stadttheater in der Theatergasse wurde 1872 eröffnet und befand sich im Besitz des Salzburger Theaterdirektors Joseph M. Kotzky. Am 22. Juli 1897 fand hier bei einem Sommertheater in Anwesenheit des Dichters die österreichische Erstaufführung von Arthur Schnitzlers Drama Freiwild statt. 1918 wurde das Theater von der Stadt Gmunden erworben. Seit 1913 dient es auch als Lichtspieltheater, wo ab 1931 erstmals Tonfilme gezeigt wurden. 1997 wurde das Haus umgebaut und ein Saal für Programmkino integriert.
Seit 2014 führt das Theater den Gmundner Musicalfrühling durch, der von Markus Olzinger, Elisabeth Sikora und Caspar Richter initiiert wurde.